# David Robb
David Robb (Londra, 23 agosto 1947) è un attore britannico, attivo in campo teatrale, televisivo e cinematografico. È noto soprattutto per aver interpretato Germanicus nella serie TV Io Claudio imperatore ed il dottor Clarkson in Downton Abbey, un ruolo che gli ha valso due Screen Actors Guild Award per il miglior cast in una serie drammatica nel 2012 e nel 2014.
È stato sposato con l'attrice Briony McRoberts dal 1978 al suicidio della donna nel 2013.

## Filmografia parziale

### Cinema
- Medieval England: The Peasants Revolt, regia di John Irvin - cortometraggio (1969)
- The Swordsman, regia di Lindsay Shonteff (1974)
- Un colpevole senza volto (Conduct Unbecoming), regia di Michael Anderson (1975)
- Die Standarte, regia di Ottokar Runze (1977)
- The Wars, regia di Robin Phillips (1983)
- Sul filo dell'inganno (The Deceivers), regia di Nicholas Meyer (1988)
- Swing Kids - Giovani ribelli (Swing Kids), regia di Thomas Carter (1993)
- Hellbound - All'inferno e ritorno (Hellbound), regia di Aaron Norris (1994)
- Regeneration, regia di Gillies MacKinnon (1997)
- The House of Angelo, regia di Jim Goddard (1997)
- L'isola del tesoro (Treasure Island), regia di Peter Rowe (1999)
- Tu chiamami Peter (The Life and Death of Peter Sellers), regia di Stephen Hopkins (2004)
- Elizabeth: The Golden Age, regia di Shekhar Kapur (2007)
- The Young Victoria, regia di Jean-Marc Vallée (2009)
- Il segreto di Green Knowe (From Time to Time), regia di Julian Fellowes (2009)
- Misteri nascosti (Sacrifice), regia di Peter A. Dowling (2016)
- All Those Small Things, regia di Andrew Hyatt (2021)

### Televisione
- Io Claudio imperatore (I, Claudius), regia di Herbert Wise – miniserie TV (1976)
- Ivanhoe, regia di Douglas Camfield – film TV (1982)
- Carlo e Diana - Una storia d'amore (Charles & Diana: A Royal Love Story), regia di James Goldstone – film TV (1982)
- Gli ultimi giorni di Pompei (The Last Days of Pompeii), regia di Peter Hunt – miniserie TV (1984)
- L'ispettore Barnaby (Midsomer Murders) – serie TV, episodio 3x04 (2000)
- Downton Abbey – serie TV, 34 episodi (2010-2015)
- Wolf Hall – miniserie TV, 5 episodi (2015)
- Clique – serie TV, 2 episodi (2018)

## Teatro parziale
- An Audience Called Eduard, Greenwhich Theatre di Londra (1978)
- Things We Do For Love, Perth Theatre Company di Perth (1999)
- Re Lear, Almeida Theatre di Londra (2002)
- The Audience, Apollo Theatre di Londra (2015)

## Doppiatori italiani
- Sergio Di Stefano in Highlander
- Dario Penne in Downton Abbey
- Tonino Accolla ne L'ora del mistero
- Gino La Monica in Swing Kids - Giovani ribelli